# Жаны-Турмуш
Жаны-Турмуш (кирг. Жаны-Турмуш) — село в Кара-Сууском районе Ошской области Кыргызстана. Входит в состав Папанского айылного аймака.

## География
Село расположено в северо-западной части области, на расстоянии приблизительно 19 километров (по прямой) к юго-западу от города Кара-Суу, административного центра района.

## История
Населённый пункт получил статус села 28 июля 2015 года.

## Население
Согласно оценочным данным Национального статистического комитета Кыргызской Республики, численность населения села на начало 2023 года составляла 176 человек.
| год     | 2020 | 2021 | 2023 |
| ------- | ---- | ---- | ---- |
| человек | 118  | 110  | 176  |